# Erica euryphylla
Erica euryphylla är en ljungväxtart som beskrevs av R.C.Turner. Erica euryphylla ingår i släktet klockljungssläktet, och familjen ljungväxter. Inga underarter finns listade i Catalogue of Life.